# Opisthoncus unicolor
Opisthoncus unicolor là một loài nhện trong họ Salticidae.
Loài này thuộc chi Opisthoncus. Opisthoncus unicolor được Ludwig Carl Christian Koch miêu tả năm 1881.